# Goethe-Institut
Goethe-Institut також Інститут ім. Ґете — німецька громадська організація, метою якої є популяризація німецької мови за кордоном та підтримка міжнародної культурної співпраці різних країн з Німеччиною.
Названа на честь німецького поета Йоганна фон Гете. Інститут Ґете проводить мовні курси та сертифікацію знань німецької мови. Заснований в 1925 році як Німецька академія і представлений в 78 країнах світу 143 інститутами. Штаб-квартира організації знаходиться в Мюнхені. Фінансується федеральним урядом Німеччини.

## Історія
Goethe-Institut був заснований в 1951 році як правонаступник заснованої в 1925 році Германської академії. Спочатку він мав навчати іноземних вчителів німецької мови в Німеччині. У 1953 році почалися перші мовні курси, в той же час інститут поставив завдання сприяти просуванню німецької мови за кордоном. У 1959—1960 рр.. всі державні федеральні установи культури за кордоном стали частиною Goethe-Institut. У 1968 році інститут почав свою культурну програмну діяльність. З падінням залізної завіси в 1989 році Goethe-Institut посилено розширив свою діяльність у Східній Європі, що призвело до відкриття великої кількості філій інституту. Після злиття з організацією Inter Nationes 21 вересня 2000 року в період з січня 2001 року до липня 2003 року інститут називався Goethe-Institut Inter Nationes. У 2004 році був відкритий інформаційний центр в Пхеньяні, перша філія західного інституту культури в Північній Кореї. У 2008 і 2009 рр.. відкрилися інститути в Дар-ес-Саламі, Новосибірську і Луанді. В даний час інститут має філії по всьому світу: 13 в містах Німеччини, 149 інститутів та 10 організацій в 91 країні світу.

## Організація
Гете-інститут, в якому працює більш ніж 3 500 чоловік, фінансується урядом Німеччини. У 2008 році бюджет Goethe-Institut становив 320 мільйонів євро, з них 211 мільйонів євро становили дотації Міністерства закордонних справ ФРН, понад 99 мільйонів євро інститут заробив сам на проведенні мовних курсів та прийомі іспитів всередині країни та за кордоном. Goethe-Institut також виплачує стипендії іноземним студентам. Більшість стипендіатів є вчителями німецької мови.
Штаб-квартира Goethe-Institut знаходиться в Мюнхені. Його президентом з 1 квітня 2008 року є Клаус-Дітер Леманн (Klaus-Dieter Lehmann).

## Екзамени
Інститут розробив систему кваліфікаційних іспитів для тих, хто вивчає німецьку мову як іноземну (Deutsch als Fremdsprache, DaF) для рівнів від A1 до C2. Ці іспити, що відповідають стандарту Загальноєвропейських компетенцій володіння іноземною мовою, можна здавати як у Німеччині, так і за її межами. Окрім цього, працює проект «Великий диплом з німецької мови» (нім. Großes Deutsches Sprachdiplom) для тих, хто володіє мовою на більш просунутому рівні. Нижче наведена таблиця основних іспитів Гете-інституту:
| Рівень CEF | Екзамен у Goethe-Institut                                                             | Екзамен у Goethe-Institut (до 15 років) |
| ---------- | ------------------------------------------------------------------------------------- | --------------------------------------- |
| C2         | Zentrale Oberstufenprüfung, Kleines Deutsches Sprachdiplom                            | Відсутній                               |
| C1         | Goethe-Zertifikat C1 — Zentrale Mittelstufenprüfung (neu), Prüfung Wirtschaftsdeutsch | Відсутній                               |
| B2         | Zertifikat Deutsch für den Beruf                                                      | Відсутній                               |
| B1         | Zertifikat Deutsch                                                                    | Zertifikat Deutsch für Jugendliche      |
| A2         | Start Deutsch 2                                                                       | Fit in Deutsch 2                        |
| A1         | Start Deutsch 1                                                                       | Fit in Deutsch 1                        |

У період з 1998 по 2000 рр. за дорученням Німецької служби академічних обмінів DAAD Гете-інститут спільно з університетом Хагена, Рурським університетом та центрами ім. Карла Дуйсбурга розробив мовний тест TestDaF, здавши який, можна претендувати на навчання у німецьких ВНЗ.

## Центри вивчення німецької мови Goethe-Institut в Україні
Центри вивчення німецької мови пропонують навчання на курсах німецької мови і складання іспитів за стандартами Гете-Інституту.
Міста-центри:
- Східноєвропейський національний університет імені Лесі Українки, Луцьк
- Львівський національний університет ім. Івана Франка
- Ужгородський національний університет
- Вінницький державний педагогічний університет імені Коцюбинського
- Чернівецький національний університет імені Ю. Федьковича
- Благодійний фонд «Баварський Дім», Одеса
- Обласна універсальна наукова бібліотека ім. Чижевського, Кропивницький
- Запорізький національний університет
- Миколаївський державний гуманітарний університет ім. Петра Могили
- Культурно-просвітницький центр «Будинок Нюрнберга», Харків
- Національний гірничий університет, Дніпропетровськ
- Луганський національний університет ім. Т. Шевченка
- Донецький національний університет
- Громадська організація «Німецький центр», Мелітополь
- Центр німецької культури та мови, Сімферополь